# 有線役務利用放送
有線役務利用放送（ゆうせんえきむりようほうそう）は、総務省令電気通信役務利用放送法施行規則に規定していた電気通信役務利用放送の種類の一つである。
電気通信役務利用放送法は、2011年（平成23年）6月30日に放送法へ統合されて廃止され、有線役務利用放送も廃止された。
本記事ではこの廃止時までのことを主として述べる。

## 定義
電気通信役務利用放送法施行規則第2条第2号に「公衆によって直接受信されることを目的とする有線電気通信の送信であって、その全部又は一部を電気通信事業を営む者が提供する電気通信役務を利用して行うもの」と定義していた。

## 概要
有線ラジオ放送は有線ラジオ放送業務の運用の規正に関する法律、有線テレビジョン放送は有線テレビジョン放送法に基づいてそれぞれ有線電気通信設備を設置し、当該有線電気通信設備により業務を行うのに対し、有線役務利用放送は電気通信役務利用放送法に基づき電気通信事業者が提供する電気通信役務を利用するものとされていた。

## 方式

### RF方式
RF (Radio Frequency) 方式は、有線テレビジョン放送と同様の方式である（有線テレビジョン放送ではIP方式は用いられていない）。
光ファイバを用いるものの場合、1つの芯線で有線役務利用放送及び通信をそれぞれ異なる波長で伝送するものと、複数の芯線で有線役務利用放送と通信を物理的に分けているものがある。いずれの場合も、有線役務利用放送が通信に影響を及ぼすことはない。

#### 送信の方式
電気通信役務利用放送法施行規則第17条第1項に次の通り掲げられていた。
1. 標準テレビジョン放送方式[2]
2. 標準衛星テレビジョン放送方式[3]
3. 標準衛星デジタルテレビジョン放送方式[4]
4. 広帯域伝送デジタル放送方式[5]
5. デジタル有線テレビジョン放送方式[6]
6. 標準デジタルテレビジョン放送方式[7]

### IP方式
IP (Internet Protocol) 方式は、インターネットで利用される技術を用いた方式である。有線役務利用放送を受信（視聴）することで、通信の速度などに影響が及ぶ。
或る程度の高速な回線が必須であるので、FTTHが必要なものが多いが、ADSLを利用することが出来るものもある。
IP方式の場合は、有線役務利用放送に加え、ビデオ・オン・デマンド(VOD)などを合わせて提供しているものが多い。尚、電気通信役務利用放送法が適用されるのは有線役務利用放送のみなので、それ以外を電気通信役務利用放送事業者以外の事業者が行うものもある。

## 著作権法に於ける扱い
著作権法に於いては、RF方式は同法に規定する有線放送に当たるが、IP方式は同法に規定する自動公衆送信に当たる。
つまり、RF方式で電気通信役務利用放送をする電気通信役務利用放送事業者は同法に規定する有線放送事業者であるが、IP方式で電気通信役務利用放送をする電気通信役務利用放送事業者は有線放送事業者ではない。
この為、権利の処理も異なる。尚、IP方式に於ける放送の再送信については、NTTぷららのひかりTVに於いてアイキャストが2008年（平成20年）5月9日に開始した。

## 事業者一覧
制度廃止時、26事業者（うち衛星役務利用放送を行う電気通信役務利用放送事業者との重複1）
- RF方式
  - FTTH
    - オプティキャスト （フレッツ・テレビ[9][10]）
    - 宮城ケーブルテレビ （宮城ケーブルテレビ&フレッツ光[11]）
    - ニューデジタルケーブル （ニューデジタルケーブル&フレッツ光[11]）
    - ケーブルテレビ山形 （ケーブルテレビ山形&フレッツ光[11]）
    - 中部テレコミュニケーション （コミュファ光テレビ[12]）
    - ケイ・キャット （K-CAT eo光テレビ[13]）
    - 近鉄ケーブルネットワーク （KCN eo光テレビ[13]）
    - ひろしまケーブルテレビ （メガ・エッグ光テレビ[14]）
    - STNet （ピカラ光てれび[15]）
    - 九州通信ネットワーク （BBIQ光テレビ[16]）

  - HFC
    - 東京ベイネットワーク
    - テレビ津山
    - メディアリンク
    - 愛媛CATV
    - ケーブルテレビジョン東京
    - ベイ・コミュニケーションズ
    - 東京ケーブルネットワーク
    - 豊島ケーブルネットワーク
    - ジェイコム東京
    - ジェイコム九州
    - 旭川ケーブルテレビ
- IP方式
  - ビー・ビー・ケーブル (BBTV[17])
  - KDDI （TVサービス[18]）
  - アイキャスト （ひかりTV[9][19]）
  - クーレボ
  - USEN[20] （ユーネクスト）

## 経過措置
電気通信役務利用放送法の放送法への統合の際に、有線役務利用放送は有線一般放送に、事業者は有線一般放送事業者とみなされた。これは、同時に廃止された有線ラジオ放送業務の運用の規正に関する法律における有線ラジオと同じ区分である。なお、テレビジョンにより行うものは有線テレビジョン放送ともみなされる。

## 脚註
1. ↑  【戸建て】「オプティキャスト施設利用サービス(フレッツ・テレビ)」を利用すると、インターネットの接続速度が遅くなることはありますか? スカパー! ヘルプセンター ヘルプコンテンツ一覧
2. ↑  標準テレビジョン放送（デジタル放送を除く。）に関する送信の標準方式第2章に規定していた方式、いわゆる地上アナログテレビジョン放送、平成23年総務省令第88号による全部改正により同方式から削除
3. ↑  標準テレビジョン放送（デジタル放送を除く。）に関する送信の標準方式第3章に規定していた方式、いわゆるBSアナログテレビジョン放送、同上により同方式から削除
4. ↑  標準テレビジョン放送等のうちデジタル放送に関する送信の標準方式第5章に規定する方式、いわゆるBSデジタルテレビジョン放送
5. ↑  標準テレビジョン放送等のうちデジタル放送に関する送信の標準方式第6章第3節に規定する方式、いわゆる東経110度CSデジタルテレビジョン放送
6. ↑  電気通信役務利用放送法施行規則第27条第3項及び第4項に規定していた信号により搬送波を変調する方式、いわゆるトランスモジュレーション
7. ↑  標準テレビジョン放送等のうちデジタル放送に関する送信の標準方式第3章に規定する方式、いわゆる地上デジタルテレビジョン放送
8. ↑  映像配信サービス「ひかりTV」における地上デジタル放送IP再送信の開始について (PDF)  アイキャスト 報道発表資料 平成20年5月8日
9. 1 2  東日本電信電話（NTT東日本）の「フレッツ光ネクスト」又は「Bフレッツ」を利用
10. ↑  西日本電信電話（NTT西日本）の「フレッツ光ネクスト」又は「フレッツ・光プレミアム」を利用
11. 1 2 3  NTT東日本の「フレッツ光ネクスト」を利用
12. ↑  同社の「コミュファ光」を利用
13. 1 2  ケイ・オプティコムの「eo光」を利用、詳しくは「eo光テレビ」を参照
14. ↑  エネルギア・コミュニケーションズの「メガ・エッグ」を利用
15. ↑  同社の「ピカラ」を利用
16. ↑  同社の「BBIQ」を利用、鹿児島地区のみ有線役務利用放送で福岡地区のBBIQ光テレビは同社の有線テレビジョン放送
17. ↑  ソフトバンクBBの「Yahoo! BB」（「Yahoo! BB 光 with フレッツ」を除く）又は「SoftBankブロードバンドサービス」を利用
18. ↑  同社の「auひかり」又は沖縄セルラー電話の「auひかりちゅら」を利用
19. ↑  NTT西日本の「フレッツ光ネクスト」、「フレッツ・光プレミアム」又は「Bフレッツ」を利用、但し「Bフレッツ」は「フレッツ・v6アプリ」の申込みが必要
20. ↑  衛星役務利用放送を行う電気通信役務利用放送事業者として2002年（平成14年）9月27日に登録
21. ↑  平成22年法律第65号による放送法改正附則第8条第2号